# Сан-Джованни-ин-Гальдо
Сан-Джованни-ин-Гальдо (итал. San Giovanni in Galdo) —  коммуна в Италии, располагается в регионе Молизе, в провинции Кампобассо.
Население составляет 669 человек (2008 г.), плотность населения составляет 35 чел./км². Занимает площадь 19 км². Почтовый индекс — 86010. Телефонный код — 0874.
Покровителем коммуны почитается святой Иоанн Предтеча, празднование 29 августа.

## Демография
Динамика населения:

## Администрация коммуны
- Официальный сайт: